# Большой палец
Большой палец руки (лат. pollex) — I палец кисти человека (лат. digitus primus), противопоставленный остальным пальцам.

### Анатомия и физиология
Из-за расположения под углом к другим пальцам и больших объёмов движения, большой палец руки играет особую роль у человека, позволяя создавать давление, направленное против других пальцев, что является основой хватательной функции руки. Некоторые люди в состоянии выворачивать ногтевую фалангу большого пальца назад почти под прямым углом.

#### Кости
В норме
В отличие от других пальцев, состоящих из трёх фаланг, он состоит только из двух: проксимальной (лат. phalanx proximalis) и дистальной (лат. phalanx distalis). Представляют собой трубчатую кость с питательным каналом и отверстием для кровеносных сосудов и нервов. Отличие трубчатых костей фаланг пальцев — один эпифиз у основания (проксимальной части). Проксимальная фаланга сочленяется суставом с I пястной костью. Возле пястно-фалангового и межфалангового сустава со стороны ладони у части людей могут быть сесамовидные кости (лат. ossa sesamoidea).
Кости пальца эмбрионально вначале закладываются из хрящевой ткани. Диафиз начинает окостеневать к концу 2-го началу 3-го месяца внутриутробного развития, эпифизы к 5 месяцам после рождения — 7 годам, полное окостенение происходит к 14-21 годам.

#### Суставы и связки
В норме
Пястно-фаланговый (в отличие от других пальцев) и межфаланговый суставы у большого пальца кисти блоковидные и ограничивают движение сгибанием-разгибанием по фронтальной оси. Движение большого пальца кисти по двум осям осуществляется за счёт запястно-пястного седловидного сустава I пальца образованного костью-трапецией и I пястной костью и отличающегося от остальных запястно-пястных суставов. За счёт него совершается приведение-отведение большого пальца вокруг сагиттальной оси и протвопоставление-возвращение вокруг фронтальной оси. Сочетание движения по двум осям позволяет совершать конусовидные круговые движения.
Суставные капсулы свободные, укреплены ладонными и коллатеральными связками.

#### Мышцы, сухожилия и фасции
В норме
Мышцы приводящие в движение большой палец кисти располагаются в нескольких анатомических областях и относятся к разным условным группам мышц.
| Мышца                                                                     | В группе мышц                                                  | Начало | Сухожилие | Прикрепление | Функция                                                                                            |
| ------------------------------------------------------------------------- | -------------------------------------------------------------- | --- | --- | --- | -------------------------------------------------------------------------------------------------- |
| Длинный сгибатель большого пальца кисти m. flexor pollicis longus         | III слой передних мышц предплечья                              | передние поверхности лучевой кости и межкостной перепонки предплечья | длинное, проходит в канале запястья и между двумя головками короткого сгибателя большого пальца кисти, имеет собственное влагалище                     | ладонная поверхность проксимальной части дистальной фаланги большого пальца                                                | сгибает ногтевую фалангу, участвует в сгибании большого пальца кисти                               |
| Длинная мышца, отводящая большой палец кисти m. abductor policcis longus  | глубокий слой задних мышц предплечья                           | задние поверхности лучевой, локтевой костей и межкостной перепонки предплечья | длинное, огибает лучевую кость, проходит под удерживателем мышц разгибателей, общее влагалище с сухожилием короткого разгибателя большого пальца кисти | тыльная поверхность проксимальной части I пястной кости                                                                    | отводит большой палец, участвует в отведении кисти                                                 |
| Короткий разгибатель большого пальца кисти m. extensor pollicis brevis    | глубокий слой задних мышц предплечья                           | задняя поверхность лучевой кости и межкостная перепонка предплечья | длинное, проходит под удерживателем мышц разгибателей, общее влагалище с сухожилием длинной мышцы, отводящей большой палец кисти                       | тыльная поверхность проксимальной части проксимальной фаланги большого пальца кисти                                        | разгибает и немного отводит проксимальную фалангу большого пальца кисти                            |
| Длинный разгибатель большого пальца кисти m. extensor pollicis longus     | глубокий слой задних мышц предплечья                           | задняя поверхность локтевой кости и межкостная перепонка предплечья | длинное, проходит под удерживателем мышц разгибателей, огибает I пястную кость, имеет собственное влагалище                                            | тыльная поверхность проксимальной части дистальной фаланги большого пальца кисти                                           | разгибает и немного отводит большой палец кисти                                                    |
| Короткая мышца, отводящая большой палец кисти m. abductor policcis brevis | ладонные мышцы возвышения большого пальца кисти, поверхностная | кость-трапеция, бугорок ладьевидной кости, удерживатель мышц-сгибателей, фасции предплечья, сухожилие длинной мышцы, отводящей большой палец кисти                                                   | короткое, может содержать сесамовидную кость | латеральные поверхности проксимальной фаланги большого пальца кисти и сухожилия длинного разгибателя большого пальца кисти | отводит большой палец немного противопоставляя, принимает участие в сгибании проксимальной фаланги |
| Короткий сгибатель большого пальца кисти m. flexor pollicis brevis        | ладонные мышцы возвышения большого пальца кисти                | поверхностная головка: удерживатель мышц-сгибателей глубокая головка: кость-трапеция, трапециевидная кость, головчатая кость, I и II пястные кости                                                   | короткое, может содержать 2 сесамовидные кости | ладонная поверхность проксимальной фаланги большого пальца кисти                                                           | сгибает проксимальную фалангу большого пальца, участвует в приведении большого пальца              |
| Мышца, противопоставляющая большой палец кисти m. opponens pollicis       | ладонные мышцы возвышения большого пальца кисти, глубокая      | кость-трапеция, удерживатель мышц-сгибателей | короткое | латеральный и передний поверхности I пястной кости                                                                         | противопоставляет большой палец кисти мизинцу                                                      |
| Мышца, приводящая большой палец кисти m. adductor pollicis                | ладонные мышцы возвышения большого пальца кисти, глубокая      | косая головка: головчатая кость, проксимальные части II и III пястных костей, лучистая связка запястья поперечная головка: ладонная поверхность III пястной кости, дистальная часть II пястной кости | короткое, может содержать сесамовидную кость | проксимальная часть проксимальной фаланги и капсула пястно-фалангового сустава большого пальца кисти                       | приводит большой палец кисти к указательному, участвует в сгибании проксимальной фаланги           |

#### Иннервация
В иннервации большого пальца кисти принимают участие ветви следующих нервов.
| Нерв                       | Тип иннервации | Отдел ЦНС | Что иннервируется |
| -------------------------- | -------------- | --------- | --- |
| Срединный нерв n. medianus | чувствительный |           | |
| Срединный нерв n. medianus | двигательный   | СV-Th1    | длинный сгибатель большого пальца кисти; короткая мышца, отводящая большой палец кисти; короткий сгибатель большого пальца кисти; мышца, противопоставляющая большой палец кисти |
| Лучевой нерв n. radialis   | чувствительный |           | |
| Лучевой нерв n. radialis   | двигательный   | СV-CVIII  | длинная мышца, отводящая большой палец кисти; короткий разгибатель большого пальца кисти; длинный разгибатель большого пальца кисти                                              |
| Локтевой нерв n. ulnaris   | чувствительный |           | |
| Локтевой нерв n. ulnaris   | двигательный   | СVIII-Th1 | короткий сгибатель большого пальца кисти; мышца, приводящая большой палец кисти                                                                                                  |

Регионы в человеческом мозге, отвечающие за координацию и чувствительность большого пальца, значительно крупнее регионов, отвечающих за другие пальцы.

#### Кровоснабжение и лимфоотток
Кровоснабжение и отток крови от большого пальца кисти осуществляются по ветвям следующих артерий и вен.
| Артерия/Вена                                             | Артерия/Вена                                             | Кровоснабжаемый орган |
| -------------------------------------------------------- | -------------------------------------------------------- | --- |
| Лучевая артерия a. radialis                              | Лучевая артерия a. radialis                              | длинный сгибатель большого пальца кисти; длинная мышца, отводящая большой палец кисти; короткий разгибатель большого пальца кисти; длинный разгибатель большого пальца кисти |
|                                                          | - поверхностная ладонная ветвь лучевой артерии           | короткая мышца, отводящая большой палец кисти; короткий сгибатель большого пальца кисти; мышца, противопоставляющая большой палец кисти                                      |
| Поверхностная ладонная дуга arcus palmaris superficialis | Поверхностная ладонная дуга arcus palmaris superficialis | мышца, приводящая большой палец кисти |
| Глубокая ладонная дуга arcus palmaris profundus          | Глубокая ладонная дуга arcus palmaris profundus          | короткий сгибатель большого пальца кисти; мышца, противопоставляющая большой палец кисти; мышца, приводящая большой палец кисти                                              |
| Локтевая артерия a. ulnaris                              | Локтевая артерия a. ulnaris                              | длинный сгибатель большого пальца кисти |
| Передняя межкостная артерия a. interossea anterior       | Передняя межкостная артерия a. interossea anterior       | длинный сгибатель большого пальца кисти |
| Задняя межкостная артерия a. interossea posterior        | Задняя межкостная артерия a. interossea posterior        | длинная мышца, отводящая большой палец кисти; короткий разгибатель большого пальца кисти; длинный разгибатель большого пальца кисти                                          |
| Лучевая вена v. radiales                                 |                                                          | |
| Локтевая вена v. ulnares                                 |                                                          | |
| Межкостная вена v. interosseae                           |                                                          | |

#### Подкожная клетчатка, кожа и придатки
Ноготь большого пальца растёт медленнее всех и закручивается в спираль, если дать ему вырасти в достаточной степени.

### Применение

#### Жесты с участием большого пальца
Являясь противопоставленным и самым большим из пальцев руки, большой палец играет особую роль не только в трудовой деятельности, но и в языке жестов.
В России, показывая большим пальцем вверх от сжатого кулака, обозначают, что «Всё очень хорошо» — этот жест во многом аналогичен американскому «O.K.». Поднятым большим пальцем голосуют на дороге в Европе и Америке, обычно подразумевая автостоп.
В автоспорте поднятый большой палец означает, что гонщику, попавшему в аварию, не требуется медицинская помощь.
В некоторых профессиональных коммуникациях, предполагающих невозможность или нежелательность вербального общения, данный жест может принимать различные функции. К примеру у дайверов данный жест означает приказ к немедленному всплытию, а в жестовой коммуникации военных (левая рука поднята вверх, большой палец обращен вправо) — команду следить за тылом.
В спортивном «Что? Где? Когда?» и родственных интеллектуальных играх поднятый вверх большой палец одним из игроков команды является знаком партнёрам, что ему известен правильный ответ на данный вопрос. Наибольшее значение имеет при игре в брейн-ринг для того, чтобы сообщить ответственному за кнопку игроку о том, что ответ готов ещё до окончания чтения вопроса. Впервые жест в этом значении был введен в употребление Александром Друзем в 1990 году на самом первом телевизионном турнире по брейн-рингу.
В Англии XVI века грызть ноготь большого пальца считалось оскорбительным (см., например, Уильям Шекспир, «Ромео и Джульетта» в переводе Екатерины Савич).
Может применяться для следующих жестов:

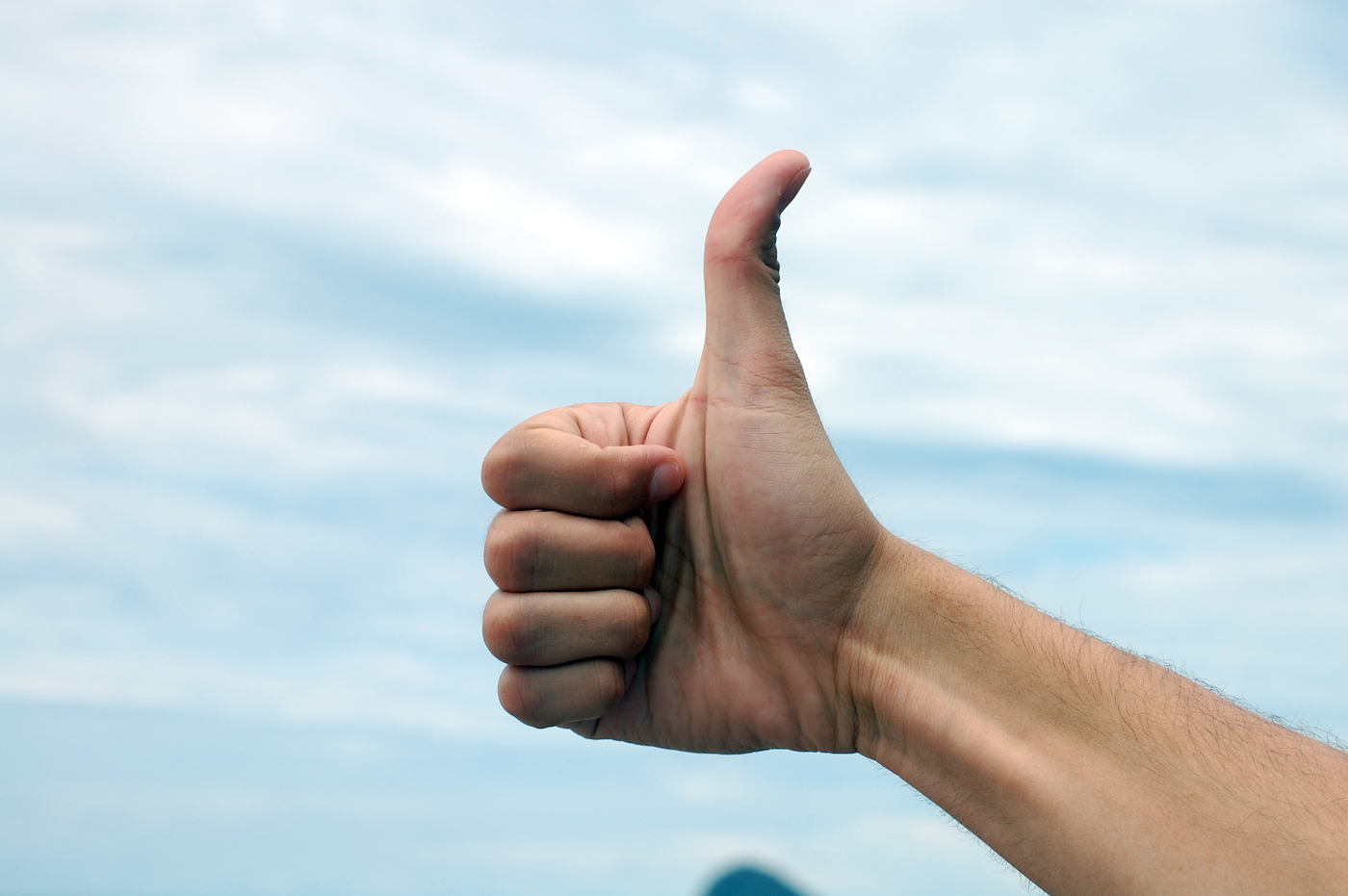
В зависимости от страны и менталитета
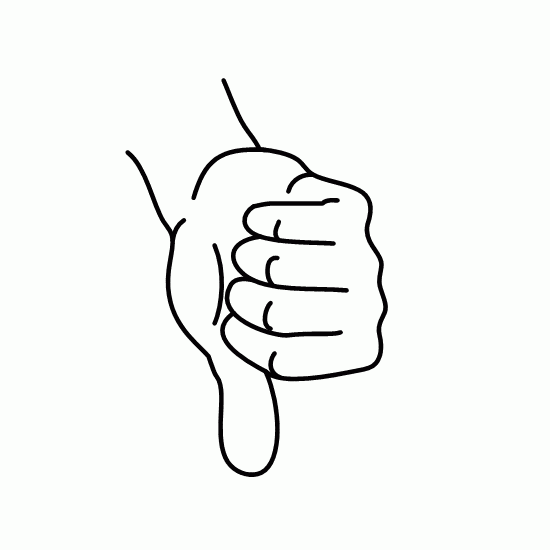
В зависимости от страны и менталитета
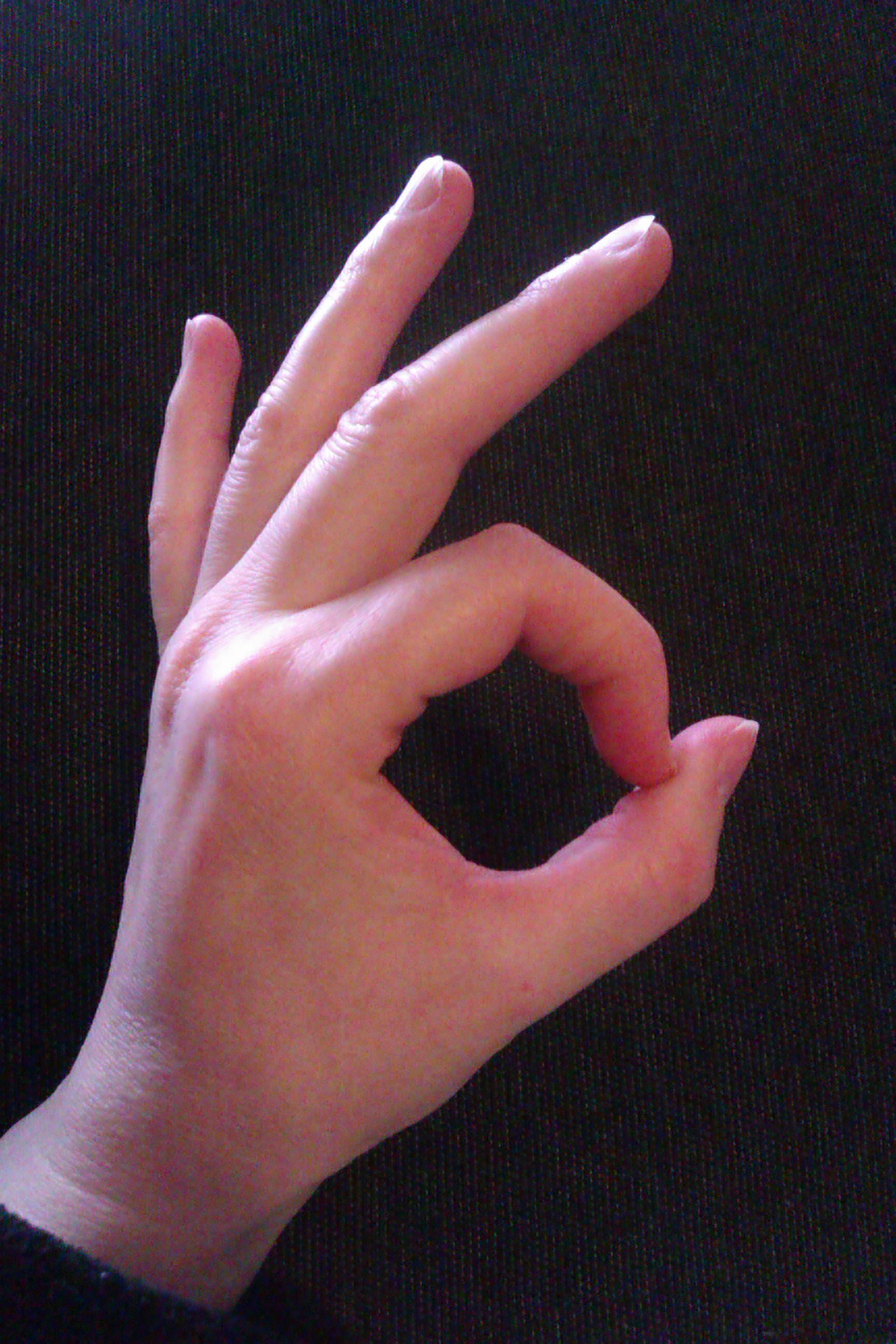
O’key
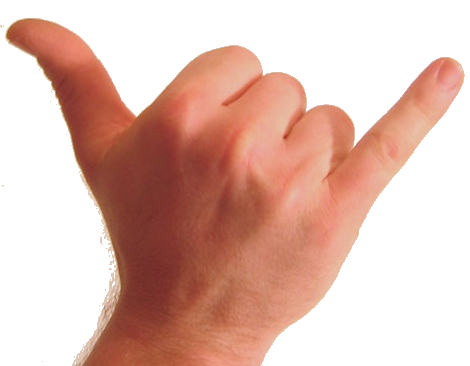
Джамбо
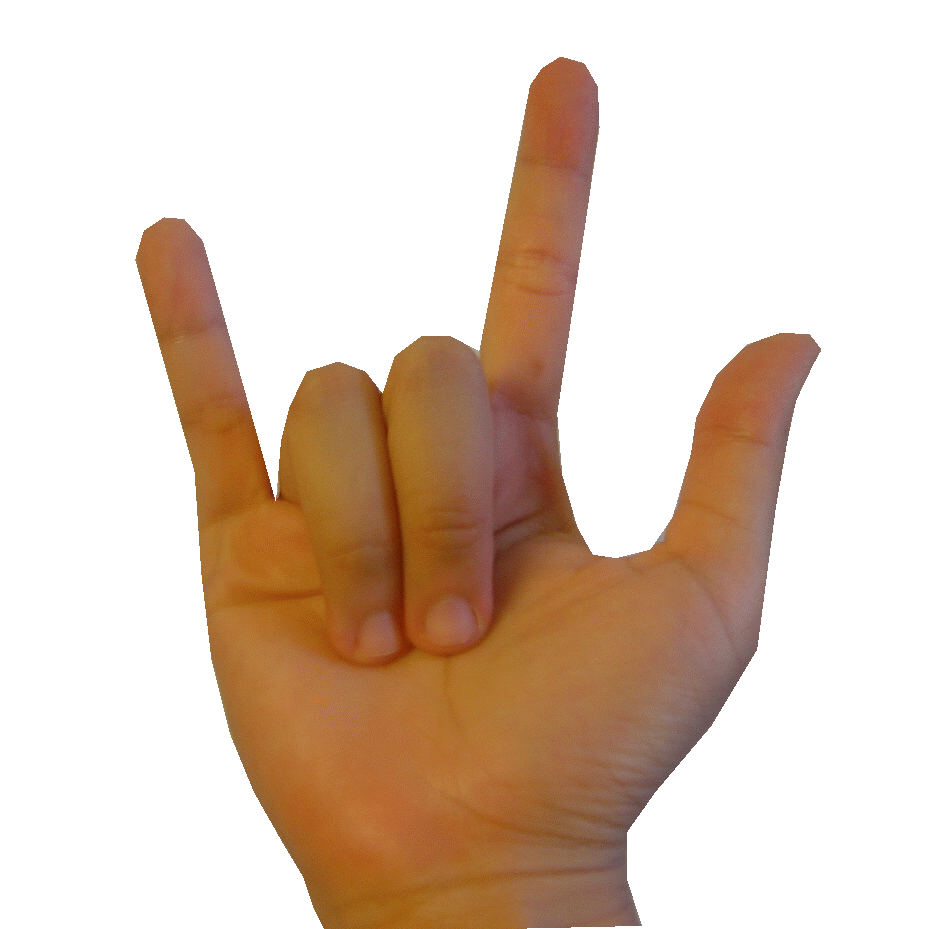
ILY
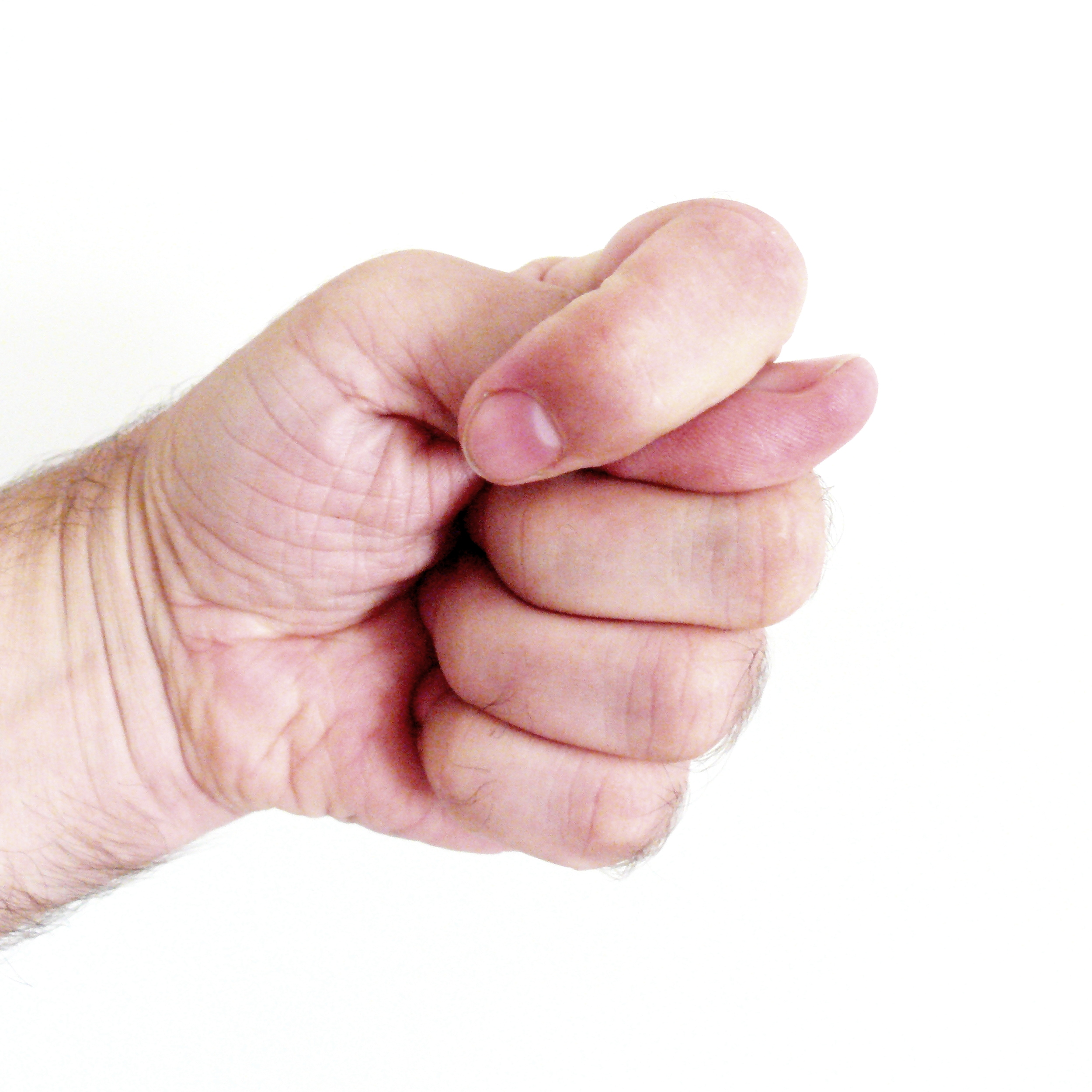
Шиш
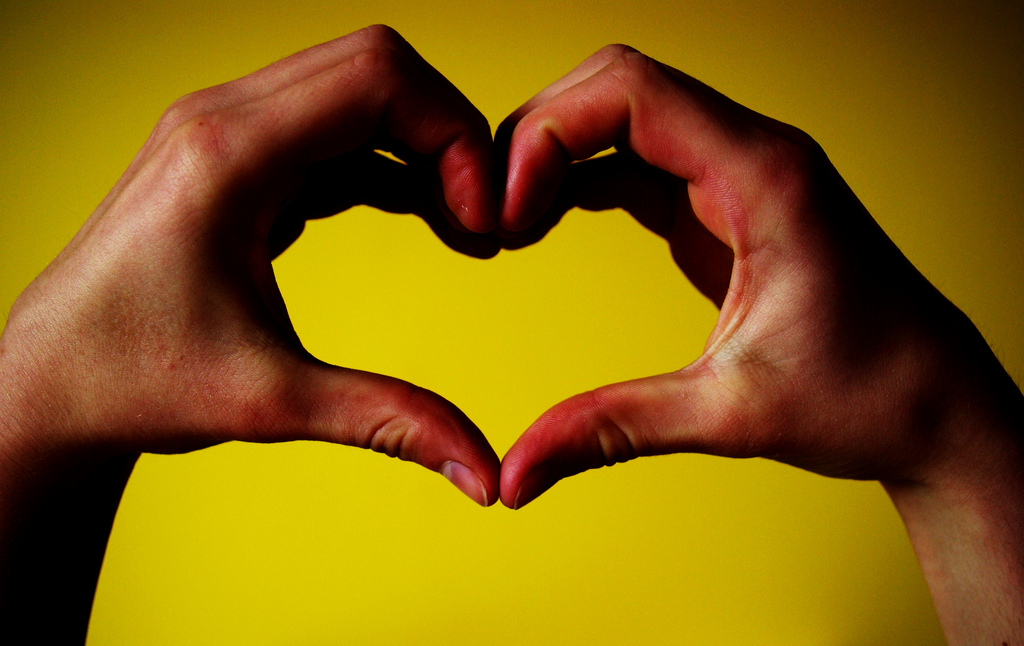
Символ сердца
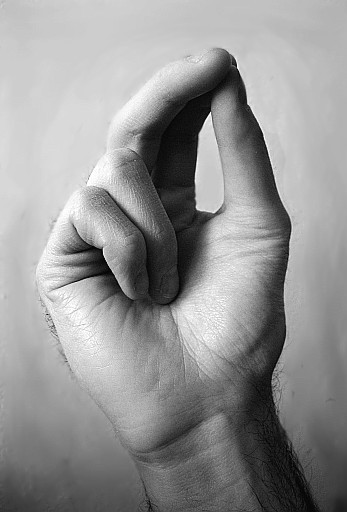
Троеперстие
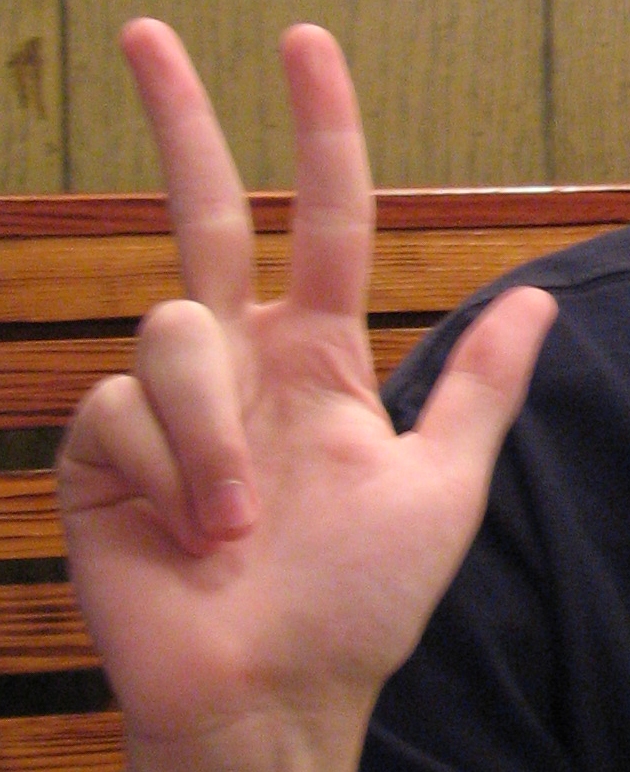
Трёхперстное приветствие (Сербия)

#### Естественная мера длины
Ширина большого пальца (точнее, его ногтя) — одна из естественных мер длины: так в начальной школе учат определять сантиметр.
Также считается, что дюйм изначально определялся как длина ногтевой фаланги большого пальца.
- Медиафайлы по теме Большой палец на Викискладе (большой палец руки)

## Большой палец ноги
Большим пальцем также называют гомогенный (и также более широкий) I палец стопы (лат. hallux). У человека он не противопоставлен остальным пальцам ступни и, за исключением некоторых видов деятельности, не играет существенной роли в опорной функции стопы.

### Анатомия и физиология
Обычно большой палец ноги является не только самым широким, но и самым длинным, однако может быть и короче остальных пальцев — так называемый палец Мортона (особенно заметно на статуях Александра Великого и ряда других античных скульптур, отчего такая стопа называется «греческой»).

#### Кости
В норме
В отличие от других пальцев, состоящих из трёх фаланг, он состоит только из двух: проксимальной и дистальной. Представляют собой трубчатую кость с питательным каналом и отверстием. Проксимальная фаланга сочленяется суставом с I плюсневой костью, где могут быть сесамовидные кости со стороны подошвы.
Кости пальца эмбрионально вначале закладываются из хрящевой ткани. Диафиз начинает окостеневать к 3-9-му месяцу внутриутробного развития, эпифизы — к 1,5—7,5 года, полное окостенение происходит к 11-22 годам.

#### Суставы и связки
В норме
Плюсне-фаланговый сустав большого пальца стопы, образованный проксимальной фалангой и I плюсневой костью, — шаровидный, как и у других пальцев стопы, и движение в суставе возможно по двум осям: разгибание-сгибание и незначительное отведение-приведение. Межфаланговые суставы — блоковидные, их движение ограничивается сгибанием-разгибанием по фронтальной оси.
Суставные капсулы слегка натянутые, укреплены подошвенными и коллатеральными связками. Плюсне-фаланговый сустав вдобавок укреплён глубокой поперечной плюсневой связкой.

#### Иннервация
По ответной реакции большого пальца стопы на внешние механические раздражители определяют ряд патологических разгибательных рефлексов, свидетельствующих о поражении центральной нервной системы (например, рефлексы Оппенгейма, Бабинского и др.).
- Медиафайлы по теме Большой палец на Викискладе (большой палец ноги)